# Chicago Cubs
Chicago Cubs är en professionell basebollklubb i Chicago i Illinois i USA som spelar i National League, en av de två ligorna i Major League Baseball (MLB). Klubbens hemmaarena är Wrigley Field.
Klubben håller till i norra Chicago (North Side) till skillnad från Chicago White Sox i American League, som har sin verksamhet i södra Chicago (South Side).

## Historia
Klubben grundades 1870 under namnet Chicago White Stockings (inte att förväxla med den nuvarande klubben Chicago White Sox i American League), och spelade då i National Association of Base Ball Players (NABBP), en liga som började som en amatörliga redan 1857 och som är världens första basebolliga. Klubben är därmed den äldsta av alla nuvarande klubbar i MLB. Man vann ligan redan under den första säsongen. 1871 gick klubben med i den nybildade National Association of Professional Base Ball Players (ofta förkortat National Association [NA]), världens första proffsliga i baseboll. NA räknas dock inte som en major league av MLB. Mot slutet av 1871 inträffade den stora Chicagobranden, varvid klubbens hemmaarena och utrustning förstördes. De följande två åren tvingades klubben därför att göra ett uppehåll.
1876, efter att National Association lagts ned, gick klubben med i den nybildade National League. Man hade stora framgångar i början och var en av ligans mest framgångsrika klubbar. Omkring 1890 började klubben kallas Chicago Colts under ledning av Cap Anson. När han lämnade klubben efter 1897 års säsong ändrades namnet till Chicago Orphans eller Chicago Remnants. Inte förrän 1902 började klubben kallas Chicago Cubs (cub betyder björnunge), och det blev det officiella smeknamnet 1907.
Cubs har vunnit World Series tre gånger, 1907, 1908 och 2016. Eftersom det gick mer än hundra år mellan den andra och tredje titeln skapades flera myter om Cubs förbannelse, till exempel den om Billy Goat. Mellan 1945 och 2016 spelade Cubs inte i World Series över huvud taget.
Klubben ägdes under många år av tuggummifamiljen Wrigley (därav namnet på hemmaarenan).

## Hemmaarena
Hemmaarena är Wrigley Field, invigd 1914 (av en klubb i utmanarligan Federal League). Innan dess spelade man bland annat i West Side Park och South Side Park.

## Spelartrupp

### Aktiva
| Nr | Land      | Pos | Namn              |
| -- | --------- | --- | ----------------- |
| 0  | USA       | P   | Marcus Stroman    |
| 11 | USA       | P   | Drew Smyly        |
| 15 | USA       | P   | Sean Newcomb      |
| 35 | USA       | P   | Justin Steele     |
| 41 | USA       | P   | Adrian Sampson    |
| 46 | USA       | P   | Erich Uelmen      |
| 47 | USA       | P   | Brandon Hughes    |
| 50 | Kanada    | P   | Rowan Wick        |
| 51 | Venezuela | P   | Anderson Espinoza |
| 59 | USA       | P   | Michael Rucker    |
| 62 | USA       | P   | Mark Leiter Jr    |
| 71 | USA       | P   | Keegan Thompson   |
| 74 | Venezuela | P   | Kervin Castro     |

| Nr | Land                    | Pos | Namn              |
| -- | ----------------------- | --- | ----------------- |
| 7  | Brasilien               | C   | Yan Gomes         |
| 40 | Venezuela               | C   | Willson Contreras |
| 48 | USA                     | C   | P.J. Higgins      |
| 1  | USA                     | INF | Nick Madrigal     |
| 2  | USA                     | INF | Nico Hoerner      |
| 6  | USA                     | INF | Zach McKinstry    |
| 16 | USA                     | INF | Patrick Wisdom    |
| 36 | Mexiko                  | INF | Alfonso Rivas     |
| 4  | Puerto Rico             | OF  | Nelson Velázquez  |
| 5  | Dominikanska republiken | OF  | Christopher Morel |
| 8  | USA                     | OF  | Ian Happ          |
| 27 | Japan                   | OF  | Seiya Suzuki      |
| 32 | Dominikanska republiken | OF  | Franmil Reyes     |
| 66 | Venezuela               | OF  | Rafael Ortega     |

### Skadade
| Nr | Land | Pos | Namn           |
| -- | ---- | --- | -------------- |
| 12 | USA  | P   | Codi Heuer     |
| 20 | USA  | P   | Wade Miley     |
| 21 | USA  | P   | Ethan Roberts  |
| 25 | USA  | P   | Steven Brault  |
| 28 | USA  | P   | Kyle Hendricks |
| 30 | USA  | P   | Alec Mills     |

| Nr | Land      | Pos | Namn               |
| -- | --------- | --- | ------------------ |
| 38 | USA       | P   | Brad Wieck         |
| 39 | Mexiko    | P   | Manuel Rodríguez   |
| 73 | Venezuela | P   | Adbert Alzolay     |
| 22 | USA       | OF  | Jason Heyward      |
| 32 | USA       | OF  | Michael Hermosillo |

## Fotogalleri

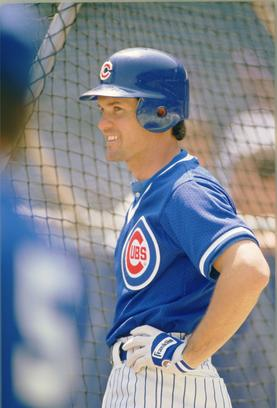
Ryne Sandberg.
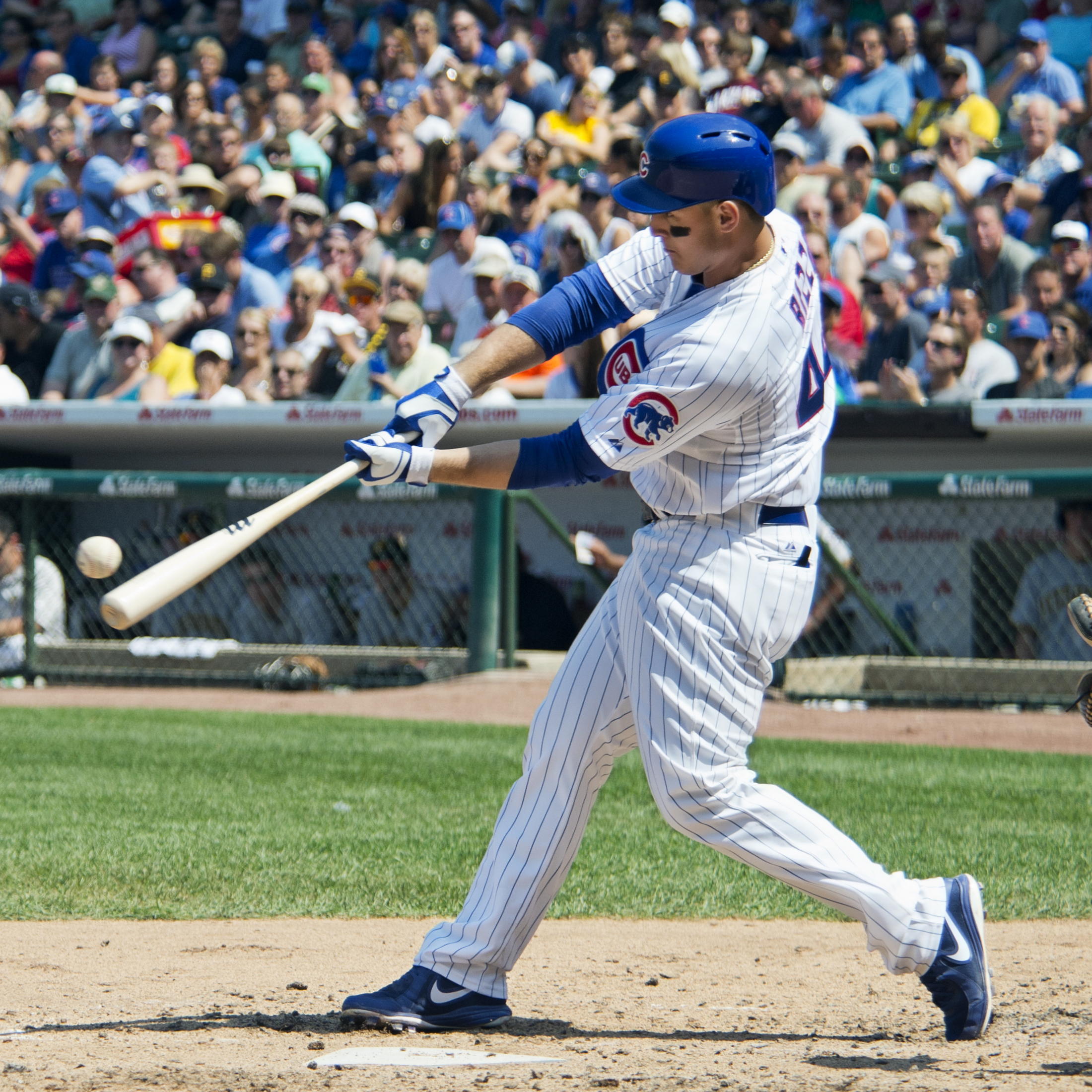
Anthony Rizzo.
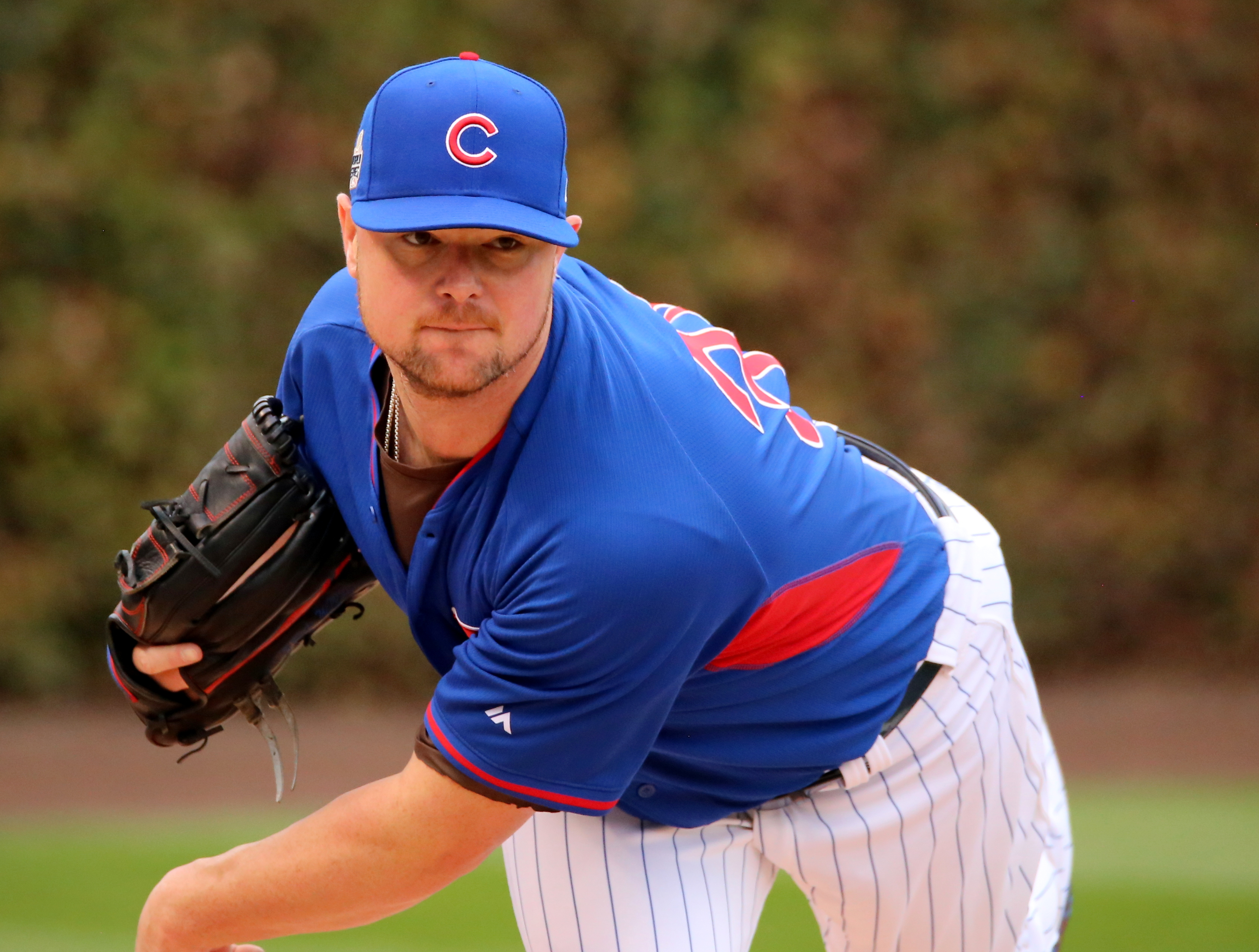
Jon Lester.